# 乌什水水库
乌什水水库，位于中华人民共和国新疆维吾尔自治区塔城地区额敏县北部，额敏河支流乌塔拉克河和莫葫芦河交汇处，是一座以灌溉为主兼顾防洪的中型拦河水库，于1983年建成。水库总库容3850万立方米，水面面积4平方千米。大坝为均质土坝，坝长503米，最大坝高39.29米。水库水源除了拦蓄乌塔拉克河和莫葫芦河河水外，主要水源来自额敏河主源沙拉依灭勒河渠首引水注入。水库由新疆生产建设兵团第九师（农九师）管理调度，主要灌溉一六七团、一六八团1万公顷灌区。库区设有垂钓园等娱乐设施，是当地有名的旅游景区。